# Incendierea din Solingen

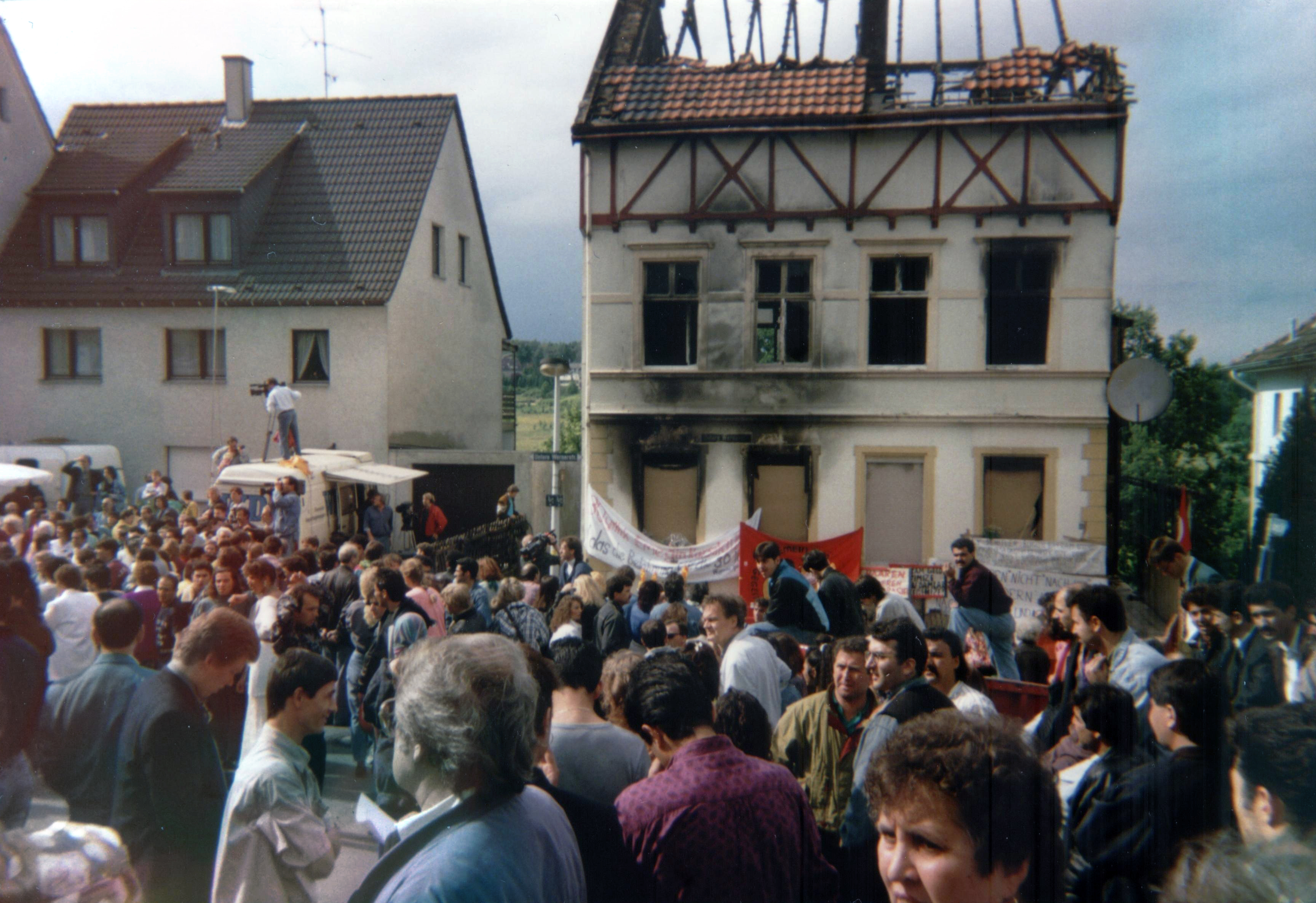
Protestul turcilor în fața casei incendiate

Incendierea din Solingen a fost unul dintre cele mai grave cazuri de violență împotriva imigranților în Germania. În noapte dintre 28 și 29 mai 1993 patru tineri germani, care se asociau la mișcarea de extremă dreaptă skinhead, care avea legǎturi cu neonaziștii, au incendiat casa unei mari familii de turci din orașul Solingen, landul Renania de Nord - Westfalia. Trei fete și două femei au decedat, iar paisprezece membri ai familiei, inclusiv copii, au fost răniți, unii dintre ei grav. Atacul a provocat proteste din partea turcilor în diverse orașe germane, precum și demonstrații mari în sprijinul victimelor tragediei. În octombrie 1995 infractorii au fost condamnați pentru crimă și au primit pedepse cu închisoarea de la 10 la 15 ani.

## Context social
La începutul anilor 1990, după reunificarea Germaniei, problema imigrației, în special a refugiaților, a început sǎ fie discutatǎ pe larg în Germania. Uniunea Creștin-Democrată și tabloidul Bildzeitung („Bild”) au fost principalele forțe care susțineau limitarea numărului de imigranți.
Mai multe cazuri de violență împotriva imigranților au precedat evenimentele din Solingen. În luna septembrie 1991, din cauza tulburǎrilor din orașul Hoyerswerda, a trebuit să fie evacuat cǎminul refugiaților din oraș. Pe parcursul celor trei zile de revolte din Rostock din august 1992 mai multe mii de persoane au înconjurat o clădire înaltă și au privit aprobator cum atacatorii aruncau cu cocteiluri Molotov. Vietnamezii care trăiau în casă abia au reușit sǎ scape, fugind pe acoperiș. În noiembrie 1992 un incendiu provocat de tineri neonaziști a ucis trei turci în orașul Mölln. 

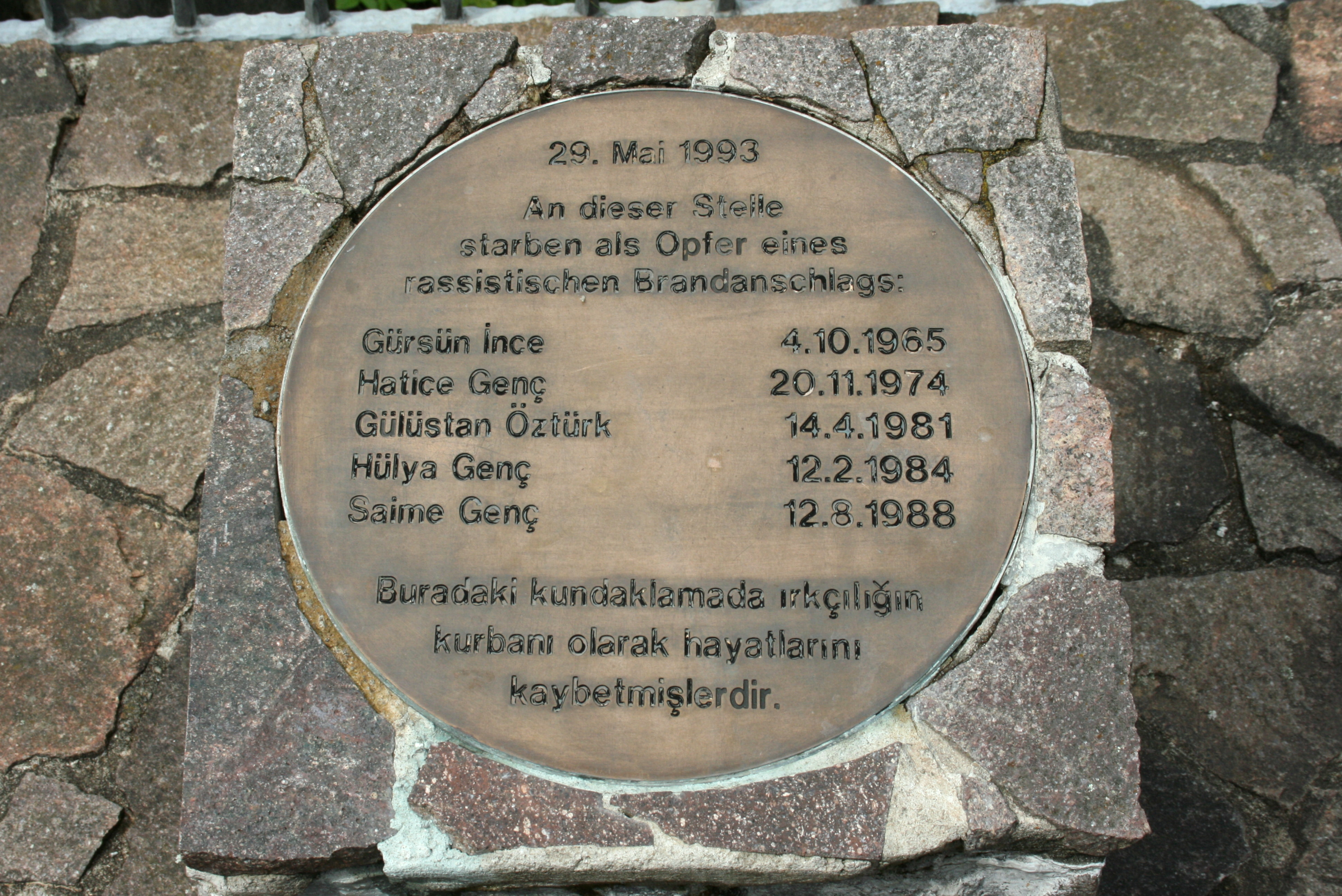
Memorialul victimelor incendierii, pe locul casei

În decembrie 1992, în Germania, demonstrațiile împotriva xenofobiei au adunat peste 700 de mii de oameni. Mai multe grupări neonaziste au fost scoase în afara legii spre sfârșitul anului.
Cu trei zile înainte de atac, la 26 mai 1993, Bundestag-ul German a decis cu votul necesar de două treimi să schimbe Constituția Germaniei pentru a limita numărul refugiaților. 
Incendierea din Solingen, la acel moment a fost manifestarea cea mai semnificativă a violenței împotriva imigranților în Germania. O săptămână mai târziu o casǎ din Frankfurt pe Main a fost incendiatǎ, însă cei 34 de imigranți au descoperit incendiul la timp și nu au existat victime. Cazul incendierii din Lübeck a unui hotel care caza refugiați, în 1996, soldat cu moartea a 10 oameni, nu a fost rezolvat. Până în prezent (2012), 135 de imigranți au murit în Germania în acte de violență similare, motivate de ură rasială.